# Steinbourg
Steinbourg é uma comuna francesa na região administrativa de Grande Leste, no departamento Baixo Reno. Estende-se por uma área de 12,76 km². Em 2010 a comuna tinha 1 993 habitantes (densidade: 156,2 hab./km²).